# هیگینیو گارسیا
هیگینیو گارسیا (انگلیسی: Higinio García; ۱۱ ژانویهٔ ۱۹۵۶ – ۱۷ دسامبر ۲۰۱۷ (۶۱ سال)) بازیکن فوتبال اهل اسپانیا بود.
از باشگاه‌هایی که در آن بازی کرده‌است می‌توان به باشگاه فوتبال رکریتیوو اوئلوا و باشگاه فوتبال رئال مورسیا اشاره کرد.